# Карло Пелліон ді Персано
Карло Пелліон ді Персано (італ. Carlo Pellion di Persano, 11 березня 1806, Верчеллі — 28 липня 1883, Турин) — італійський адмірал та політик, командувач італійським флотом під час битви біля Лісси.

## Біографія
Карло Пелліон ді Персано народився 11 березня 1806 року у Верчеллі. У 1819 році вступив до Королівської військово-морської школи у Генуї. У 1821 році отримав звання гардемарина 2-го класу, у 1824 році — гардемарина 1-го класу (еквівалент звання молодшого лейтенанта в піхоті). Був призначений на вітрильний фрегат «Крістіна», на борту якого брав участь у бойових діях проти бея Триполі.
У 1826 році командував бригантиною «Нереїда», захищаючи торгові кораблі в Егейському морі. У 1831 році отримав звання лейтенанта II класу. У 1837 році був відправлений в Англію.
У 1841 році отримав звання капітана III рангу і призначений капітаном новозбудованої бригантини «Ерідано». На борту цієї бригантини здійснив найдовшу навколосвітню подорож в історії флоту Сардинського королівства тривалістю у 3 роки, під час якої сардинський прапор вперше замайорів у Тихому океані.
У 1848 році Карло ді Персано отримав звання капітана II рангу і був призначений капітаном бригантини «Даіно». У складі ескадри адмірала Мікеле Джузеппе Альбіні брав участь в першій війні за незалежність Італії.
Кар'єра Карло ді Персано розвивалась легко завдяки близьким стосункам з прем'єр-міністром Савойського королівства Массімо Д'Азельйо. У 1849 році Карло ді Персано отримав звання капітана I рангу. У 1851 році він був призначений капітаном парового фрегата «Говерноло», яким доставив матеріали для сардинського павільйону на всесвітній виставці у Лондоні. Під час прибуття до Лондону Карло ді Персано піднявся по Темзі до Ширнессу без послуг лоцмана, що викликало широкий резонанс в британській пресі.
29 липня 1853 року Карло ді Персано мав доставити Віктора Емануїла II та інших членів королівської родини на Сардинію. Під час плавання корабель наткнувся на непозначену на карті скелю і зазнав пошкоджень. Король перебрався на фрегат «Тріполі», а «Говерноло» вирушив в Тулон для ремонту. Інцидент мав серйозні наслідки. Карло ді Персано був відсторонений від командування кораблем і 29 липня постав перед Військовою радою, яка звинуватила його у необережності та недотриманні морських регламентів, і зрештою ухвалила рішення понизити його у званні на один чин строком на пів року. Але Карло ді Персано подав касацію, і 30 листопада це рішення було скасоване.
У травні 1855 року Карло ді Персано був призначений почесним ад'ютантом Віктора Емануїла II. До 1859 року був капітаном порту Генуї.
Під час нетривалої другої війни за незалежність Італії Карло ді Персано командував ескадрою, яка перевозила загони французьких військ в Італію.
У жовтні 1859 року отримав звання контрадмірала.
У 1860 році був обраний до Палати депутатів Сардинського королівства.
У 1860 році Карло ді Персано командував ескадрою, яка супроводжувала кораблі експедиції Тисячі. Також йому вдалось переманити в Неаполі на службу Віктору Емануїлу значну частину офіцерів флоту Королівства Обох Сицилій. Того ж року отримав званні віцеадмірала.
Після об'єднання Італії Карло ді Персано був призначений командувачем об'єднаного італійського флоту. Проте він одразу зіткнувся з проблемами у стосунках між офіцерами, вихідцями з різних регіонів, а ще зовсім недавно — різних країн. Постійно виникали конфлікти за керівні посади та привілеї.
Протягом 1861—1865 років Карло ді Персано був обраний в Палату депутатів Італії. У 1862 році був міністром військово-морського флоту Італії в уряді Урбано Раттацці. На цій посаді він прийняв стратегічне рішення відмовитись від дерев'яних кораблів як основної сили флоту і будувати броненосці. Оскільки італійська промисловість не могла повністю забезпечити потреби флоту, значну частину кораблів замовили за кордоном — у США Франції та Великій Британії.
У 1865 році призначений сенатором.
Під час третьої війни за незалежність у 1866 році Карло ді Персано був призначений командувачем італійського флоту. Після поразки італійців у битві при Кустоці уряд вимагав у Персано перемог на морі, щоб мати сильнішу позицію на майбутніх мирних переговорах.
Персано зібрав всі свої кораблі в Анконі. Він декілька разів виходив в море, але діяв нерішуче, внаслідок чого втратив довіру та повагу своїх людей, але замінити його на адміралів Вакка чи Альбіні не було політичної можливості — висунення на перші ролі вихідців з різних регіонів ще донедавна роз'єднаної Італії внесло би додатковий розбрат у й так непрості стосунки особового складу об'єднаного флоту.

### Битва біля Лісси
16 липня 1866 року під натиском уряду вийшла в море. Метою операції було завоювання (за допомогою висадки десанту) острова Лісса, на якому знаходилась укріплена база австрійського флоту.
17-19 липня італійський флот бомбардував берегові укріплення австрійців, завдавши їм серйозних пошкоджень, але спроба висадки десанту була відбита.
Вранці 20 липня до острова підійшла австрійська ескадра під командуванням Вільгельма фон Тегетгоффа.
На початку бою Персано переніс свій флагманський прапор з «Ре д'Італія» на «Аффондаторе». Імовірно, що командири кораблів не були повідомлені про це (хоча Вакка скоріш за все знав про це). Операція зайняла 10 хвилин, в результаті між двома дивізіями кораблів утворився розрив, в який і спрямував свій удар Тегетгофф.
«Аффондаторе» зробив дві спроби протаранити дерев'яний лінійний корабель «Кайзер». Він вів по противнику вогонь, завдавши «Кайзеру» пошкоджень, але під час другої спроби залп «Кайзера» завдав ушкоджень надбудовам «Аффондаторе». Об 11:00 «Кайзер» та «Ре ді Портогалло» намагались потопити один одного. Під час сутички «Кайзер» сильно постраждав. Крім того по ньому дав залп броненосець «Реджина Марія Піа». Після цього «Кайзер» під прикриттям «Ерцгерцог Фрідріх» та двох канонерських човнів вирушив до форту Сан-Джорджо. Далі підійшли броненосці «Дон Хуан де Аустрія» та «Принц Ойген», які завадили «Аффондаторе» протаранити пошкоджений «Кайзер». Спроба «Аффондаторе» протаранити «Дон Хуан де Аустрія» провалилась через наказ Персано відвернути в сторону.
«Ре д'Італія», який все ще вважався флагманом, потрапив під вогонь 4 австрійських броненосців. Від влучання одного зі снарядів заклинило рульове управління. Австрійський броненосець «Ерцгерцог Фердинанд Макс» протаранив «Ре д'Італія» на повній швидкості. «Ре д'Італія» практично миттєво затонув. Загинуло 400 чоловік, в тому числі командир корабля Еміліо Фаа ді Бруно.
Також від австрійського вогню загорівся броненосець «Палестро». Екіпаж декілька годин боровся з вогнем, але безуспішно. У другій половині дня загорілось вугілля, розміщене на палубі, згодом вогонь дістався до порохових погребів, здетонував боєзапас, корабель вибухнув і затонув. Після цього бій фактично припинився. Австрійський флот підійшов до Лісси. До 22:30 італійські кораблі були поблизу Лісси, але Персано не ризикнув піти на прорив у Сан-Джорджо і вирушив до Анкони. Оскільки австрійські кораблі були тихоходнішими за італійські, Тегетгофф не зміг переслідувати італійський флот.

### Судовий процес
Оскільки ще до початку битви за посередництва французького імператора Наполеона політики домовились, що Венеціанська область відходить до Італії, то перемога Австрії не позначилась на результатах війни. Проте вона вкрай негативно була сприйнята італійським суспільством.
Адмірал Персано постав перед судом Сенату. Він був звинувачений у нерішучості, нездатності організувати дії флоту та невиконанні наказів міністерства. Він був відправлений у відставку, позбавлений чину, державних нагород та пенсії. Решту життя прожив у Турині, маючи лише персональну субсидію від короля Віктора Емануїла.
Помер 28 липня 1883 року.

## Нагороди

### Італійські
- Кавалер Великого хреста Ордена Святих Маврикія та Лазаря
- Великий Офіцер Савойського військового ордена
- Срібна медаль «За військову доблесть»
- Пам'ятна медаль за участь у війні за незалежність Італії.

### Іноземні
- Кавалер Великого хреста ордена Непорочного зачаття Діви Марії Віла-Вісозької (Португалія)
- Командор ордена Почесного легіону (Франція)
- Кавалер ордена Святої Анни 4 ступеня (Російська імперія)
- Медаль Італійської кампанії 1859 (Франція)